# Zapasy na Letnich Igrzyskach Olimpijskich 1972 – kategoria do 74 kg w stylu wolnym
Zmagania mężczyzn do 74 kg to jedna z dziesięciu męskich konkurencji w zapasach w stylu wolnym rozgrywanych podczas Letnich Igrzysk Olimpijskich 1972. Pojedynki w tej kategorii wagowej odbyły się w dniach 27 – 31 sierpnia.

## Zasady[1]
Punktacja opierała się na systemie "złych punktów karnych". Zwycięzca otrzymywał zero punktów za wygraną przez "tusz" (łopatki) lub dyskwalifikację; pół punktu za przewagę techniczną, a jeden za zwycięstwo na punkty. Dwa punkty przyznawano za remis, a dwa i pół za remis i pasywność. Za porażkę na punkty zawodnik otrzymywał trzy punkty. Przegrana przez przewagę techniczną skutkowała 3,5 punktami karnymi, a za łopatki lub dyskwalifikację przyznawano 4 punkty karne. Uzyskanie sześciu lub więcej punktów eliminowało zapaśnika z turnieju. Najlepsza trójka walczyła w rundzie finałowej.

## Klasyfikacja[2]
| Pozycja | Nazwisko                    | Kraj              |
| ------- | --------------------------- | ----------------- |
| 1       | Wayne Wells                 | Stany Zjednoczone |
| 2       | Jan Karlsson                | Szwecja           |
| 3       | Adolf Seger                 | RFN               |
| 4       | Janczo Pawłow               | Bułgaria          |
| 5       | Mansur Barzegar             | Iran              |
| 5       | Daniel Robin                | Francja           |
| 5       | Wolfgang Nitschke           | NRD               |
| 8       | Ludovic Ambruș              | Rumunia           |
| 9       | Jurij Gusow                 | ZSRR              |
| 10      | Robert Blaser               | Szwajcaria        |
| 11      | Miroslav Musil              | Czechosłowacja    |
| 12      | Miklós Urbanovics           | Węgry             |
| 13      | Dandzandardżaagijn Sereeter | Mongolia          |
| 14      | Mukhtiar Singh              | Indie             |
| 14      | Mehmet Ali Demirtaş         | Turcja            |
| 14      | Muhammad Yaghoub            | Pakistan          |
| 17      | Toshitada Yoshida           | Japonia           |
| 18      | Shakar Khan Shakar          | Afganistan        |
| 18      | Tony Shacklady              | Wielka Brytania   |
| 20      | Bruce Akers                 | Australia         |
| 20      | Bruno Hartmann              | Austria           |
| 22      | Nestor González             | Argentyna         |
| 22      | Alfred Wurr                 | Kanada            |
| 22      | Francisco Lebeque           | Kuba              |
| 22      | Bachir Hani Abou Assi       | Liban             |

## Wyniki

### Pierwsza runda[3]
| Zwycięzca                   | Punkty karne | Wynik           | Przegrany             | Punkty karne |
| --------------------------- | ------------ | --------------- | --------------------- | ------------ |
| Toshitada Yoshida           | 0            | Dyskwalifikacja | Francisco Lebeque     | 4            |
| Adolf Seger                 | 0            | Łopatki         | Alfred Wurr           | 4            |
| Jurij Gusow                 | 1            | Na punkty       | Ludovic Ambruș        | 3            |
| Mukhtiar Singh              | 1            | Na punkty       | Bruce Akers           | 3            |
| Janczo Pawłow               | 1            | Na punkty       | Daniel Robin          | 3            |
| Robert Blaser               | 0            | Łopatki         | Bachir Hani Abou Assi | 4            |
| Dandzandardżaagijn Sereeter | 0,5          | Na punkty       | Bruno Hartmann        | 3,5          |
| Wayne Wells                 | 0            | Łopatki         | Mehmet Ali Demirtaş   | 4            |
| Miroslav Musil              | 1            | Na punkty       | Tony Shacklady        | 3            |
| Wolfgang Nitschke           | 0            | Łopatki         | Nestor González       | 4            |
| Jan Karlsson                | 0            | Łopatki         | Shakar Khan Shakar    | 4            |
| Miklós Urbanovics           | 1            | Na punkty       | Muhammad Yaghoub      | 3            |
| Mansur Barzegar             | 0            | Bez walki       |                       |              |

### Druga runda[4]
| Zwycięzca           | Punkty karne | Wynik     | Przegrany                   | Punkty karne |
| ------------------- | ------------ | --------- | --------------------------- | ------------ |
| Mansur Barzegar     | 0,5          | Przewaga  | Toshitada Yoshida           | 3,5          |
| Adolf Seger         | 0            | Łopatki   | Francisco Lebeque           | 8            |
| Jurij Gusow         | 1            | Łopatki   | Alfred Wurr                 | 8            |
| Ludovic Ambruș      | 3,5          | Przewaga  | Bruce Akers                 | 6,5          |
| Daniel Robin        | 3            | Łopatki   | Mukhtiar Singh              | 5            |
| Janczo Pawłow       | 1            | Łopatki   | Bachir Hani Abou Assi       | 8            |
| Robert Blaser       | 1            | Na punkty | Bruno Hartmann              | 6,5          |
| Wayne Wells         | 0            | Łopatki   | Dandzandardżaagijn Sereeter | 4,5          |
| Mehmet Ali Demirtaş | 5            | Na punkty | Tony Shacklady              | 6            |
| Miroslav Musil      | 1            | Łopatki   | Nestor González             | 8            |
| Wolfgang Nitschke   | 1            | Na punkty | Jan Karlsson                | 3            |
| Muhammad Yaghoub    | 5            | Remis     | Shakar Khan Shakar          | 6            |
| Miklós Urbanovics   | 1            | Bez walki |                             |              |

### Trzecia runda[5]
| Zwycięzca         | Punkty karne | Wynik       | Przegrany                   | Punkty karne |
| ----------------- | ------------ | ----------- | --------------------------- | ------------ |
| Mansur Barzegar   | 2,5          | Remis       | Miklós Urbanovics           | 3            |
| Adolf Seger       | 1            | Na punkty   | Jurij Gusow                 | 4            |
| Ludovic Ambruș    | 3,5          | Łopatki     | Mukhtiar Singh              | 9            |
| Daniel Robin      | 3            | Łopatki     | Robert Blaser               | 5            |
| Janczo Pawłow     | 2            | Na punkty   | Dandzandardżaagijn Sereeter | 7,5          |
| Wayne Wells       | 0            | Łopatki     | Miroslav Musil              | 5            |
| Wolfgang Nitschke | 1            | Łopatki     | Mehmet Ali Demirtaş         | 9            |
| Jan Karlsson      | 3            | Łopatki     | Muhammad Yaghoub            | 9            |
| Toshitada Yoshida |              | Wycofał się |                             |              |

### Czwarta runda[6]
| Zwycięzca       | Punkty karne | Wynik     | Przegrany         | Punkty karne |
| --------------- | ------------ | --------- | ----------------- | ------------ |
| Adolf Seger     | 2            | Na punkty | Miklós Urbanovics | 6            |
| Mansur Barzegar | 2,5          | Łopatki   | Jurij Gusow       | 8            |
| Daniel Robin    | 4            | Na punkty | Ludovic Ambruș    | 6,5          |
| Janczo Pawłow   | 2,5          | Przewaga  | Robert Blaser     | 8,5          |
| Wayne Wells     | 1            | Na punkty | Wolfgang Nitschke | 4            |
| Jan Karlsson    | 3            | Łopatki   | Miroslav Musil    | 9            |

### Piąta runda[7]
| Zwycięzca     | Punkty karne | Wynik     | Przegrany         | Punkty karne |
| ------------- | ------------ | --------- | ----------------- | ------------ |
| Adolf Seger   | 2            | Łopatki   | Mansur Barzegar   | 6,5          |
| Wayne Wells   | 2            | Na punkty | Daniel Robin      | 7            |
| Janczo Pawłow | 3,5          | Na punkty | Wolfgang Nitschke | 7            |
| Jan Karlsson  | 3            | Bez walki |                   |              |

### Szósta runda[8]
| Zwycięzca    | Punkty karne | Wynik     | Przegrany     | Punkty karne |
| ------------ | ------------ | --------- | ------------- | ------------ |
| Jan Karlsson | 4            | Na punkty | Adolf Seger   | 5            |
| Wayne Wells  | 2            | Łopatki   | Janczo Pawłow | 7,5          |

### Runda finałowa[9]
| Zwycięzca    | Punkty karne | Wynik     | Przegrany                                | Punkty karne |
| ------------ | ------------ | --------- | ---------------------------------------- | ------------ |
| Jan Karlsson | 5            | Na punkty | Adolf Seger (zaliczony wynik z VI rundy) | 8            |
| Wayne Wells  | 3            | Na punkty | Adolf Seger                              | 11           |
| Wayne Wells  | 4            | Na punkty | Jan Karlsson                             | 8            |